# Krzysztof Biedrzycki
Krzysztof Biedrzycki (ur. 1960) – polski filolog, doktor habilitowany nauk humanistycznych, profesor uczelni Katedry Krytyki Współczesnej Wydziału Polonistyki Uniwersytetu Jagiellońskiego, profesor Instytutu Badań Edukacyjnych.

## Życiorys
7 maja 1993 obronił pracę doktorską Świat poezji Stanisława Barańczaka, 1 kwietnia 2009 habilitował się na podstawie pracy zatytułowanej Poezja i pamięć. O trzech poematach Czesława Miłosza, Zbigniewa Herberta i Adama Zagajewskiego. Jest profesorem uczelni Katedry Krytyki Współczesnej Wydziału Polonistyki Uniwersytetu Jagiellońskiego oraz profesorem Instytutu Badań Edukacyjnych.
W 2020 został odznaczony Złotym Medalem za Długoletnią Służbę.